# ساوت تفت
سات تفت (به انگلیسی: South Taft) یک منطقهٔ مسکونی در ایالات متحده آمریکا است که در شهرستان کرن، کالیفرنیا واقع شده‌است. سات تفت ۲٫۷۸۷ کیلومتر مربع مساحت و ۲٬۱۶۹ نفر جمعیت دارد و ۳۱۰ متر بالاتر از سطح دریا واقع شده‌است.